# Temporada da NFL de 1920
A Temporada 1920 da National Football League (na época chamada de American Professional Football Association, ou APFA) foi a temporada inaugural da liga fundada em Canton, Ohio em 20 de agosto do mesmo ano por 4 clubes profissionais de futebol americano do estado de Ohio: Akron Pros, Canton Bulldogs, Cleveland Tigers, e Dayton Triangles que disputavam a Ohio League.
Em 17 de setembro em um novo encontro em Canton, Ohio foram integrados mais times à liga: Hammond Pros e Muncie Flyers, ambos do estado de Indiana; o Rochester Jeffersons da New York Pro Football League; o Rock Island Independents, o Decatur Staleys, e o Racine Cardinals de Illinois.
Mais outros times entraram na liga, o Buffalo All-Americans da New York Pro Football League; Chicago Tigers, Columbus Panhandles, e Detroit Heralds.
Jim Thorpe foi eleito o primeiro presidente da liga, ele também era jogador do Canton Bulldogs.
Temporada em que o Akron Pros sagrou-se campeão, muito por causa das atuações de Benny Kale.
| Semana 1                          |        |                                  |        |                         |
| 26 de setembro de 1920            |        |                                  |        |                         |
| Time visitante                    | Pontos | Time da casa                     | Pontos | Local da competição     |
| St. Paul Ideals (0-1-0)           | 0      | Rock Island Independents (1-0-0) | 48     | Douglas Park            |
| Semana 2                          |        |                                  |        |                         |
| 3 de outubro de 1920              |        |                                  |        |                         |
| Wheeling Stogies (0-1-0)          | 0      | Akron Pros (1-0-0)               | 43     | Akron League Park       |
| West Buffalo (0-1-0)              | 6      | Buffalo All-Americans (1-0-0)    | 32     | Canisius Field          |
| Pitcairn Quakers (0-1-0)          | 0      | Canton Bulldogs (1-0-0)          | 48     | Lakeside Park           |
| Columbus Panhandles (0-1-0)       | 0      | Dayton Triangles (1-0-0)         | 14     | Triangle Park           |
| Moline Universal Tractors (0-1-0) | 0      | Decatur Staleys (1-0-0)          | 20     | Staley Field            |
| Muncie Flyers (0-1-0)             | 0      | Rock Island Independents (2-0-0) | 45     | Douglas Park            |
| All-Buffalo (0-1-0)               | 0      | Rochester Jeffersons (1-0-0)     | 10     | Rochester Baseball Park |
| Semana 3                          |        |                                  |        |                         |
| 10 de outubro 1920                |        |                                  |        |                         |
| Columbus Panhandles (0-2-0)       | 0      | Akron Pros (2-0-0)               | 37     | Akron League Park       |
| All-Buffalo (0-2-0)               | 0      | Buffalo All-Americans (2-0-0)    | 51     | Canisius Field          |
| Toledo Maroons (0-1-0)            | 0      | Canton Bulldogs (2-0-0)          | 42     | Lakeside Park           |
| Chicago Cardinals (0-0-1)         | 0      | Chicago Tigers (0-0-1)           | 0      | Cubs Park               |
| Cleveland Tigers (0-0-1)          | 0      | Dayton Triangles (1-0-1)         | 0      | Triangle Park           |
| Kewanee Walworths (0-1-0)         | 7      | Decatur Staleys (2-0-0)          | 25     | Staley Field            |
| Cleveland Panthers (0-1-0)        | 14     | Detroit Heralds (1-0-0)          | 40     | Mack Park               |
| Hammond Pros (0-1-0)              | 0      | Rock Island Independents (3-0-0) | 26     | Douglas Park            |
| Fort Porter (0-1-0)               | 0      | Rochester Jeffersons (2-0-0)     | 66     | Rochester Baseball Park |
| Semana 4                          |        |                                  |        |                         |
| 17 de outubro de 1920             |        |                                  |        |                         |
| Cincinnati Celts (0-1-0)          | 0      | Akron Pros (3-0-0)               | 13     | Akron League Park       |
| McKeesport Olympics (0-1-0)       | 7      | Buffalo All-Americans (3-0-0)    | 28     | Canisius Field          |
| Cleveland Tigers (0-1-1)          | 0      | Canton Bulldogs (3-0-0)          | 7      | Lakeside Park           |
| Moline Universal Tractors (0-2-0) | 3      | Chicago Cardinals (1-0-1)        | 33     | St. Rita's Field        |
| Detroit Heralds (1-1-0)           | 0      | Chicago Tigers (1-0-1)           | 12     | Cubs Park               |
| Columbus Panhandles (0-3-0)       | 0      | Fort Wayne Friars (1-0-0)        | 14     | Fort Wayne League Park  |
| Hammond Pros (0-2-0)              | 0      | Dayton Triangles (2-0-1)         | 44     | Triangle Park           |
| Decatur Staleys (3-0-0)           | 7      | Rock Island Independents (3-1-0) | 0      | Douglas Park            |
| Utica Knights of Columbus (0-0-1) | 0      | Rochester Jeffersons (2-0-1)     | 0      | Rochester Baseball Park |
| Semana 5                          |        |                                  |        |                         |
| 24 de outubro de 1920             |        |                                  |        |                         |
| Cleveland Tigers (0-2-1)          | 0      | Akron Pros (4-0-0)               | 7      | Akron League Park       |
| Toledo Maroons (0-2-0)            | 0      | Buffalo All-Americans (4-0-0)    | 38     | Canisius Field          |
| Canton Bulldogs (3-0-1)           | 20     | Dayton Triangles (2-0-2)         | 20     | Triangle Park           |
| Chicago Cardinals (1-1-1)         | 0      | Rock Island Independents (4-1-0) | 7      | Douglas Park            |
| Decatur Staleys (4-0-0)           | 10     | Chicago Tigers (1-1-1)           | 0      | Cubs Park               |
| Columbus Panhandles (0-4-0)       | 0      | Detroit Heralds (2-1-0)          | 6      | Mack Park               |
| Syracuse Stars (0-1-0)            | 7      | Rochester Jeffersons (3-0-1)     | 21     | Rochester Baseball Park |
| Semana 6                          |        |                                  |        |                         |
| 31 de outubro de 1920             |        |                                  |        |                         |
| Akron Pros (5-0-0)                | 10     | Canton Bulldogs (3-1-1)          | 0      | Lakeside Park           |
| Rochester Jeffersons (3-1-1)      | 6      | Buffalo All-Americans (5-0-0)    | 17     | Canisius Field          |
| Detroit Heralds (2-2-0)           | 0      | Chicago Cardinals (2-1-1)        | 21     | Cubs Park               |
| Chicago Tigers (1-2-1)            | 7      | Rock Island Independents (5-1-0) | 20     | Douglas Park            |
| Columbus Panhandles (0-5-0)       | 0      | Cleveland Tigers (1-2-1)         | 7      | Dunn Field              |
| Cincinnati Celts (0-2-0)          | 7      | Dayton Triangles (3-0-2)         | 23     | Triangle Park           |
| Decatur Staleys (5-0-0)           | 29     | Rockford A.C. (0-1-0)            | 0      | Kishwaukee Park         |
| Hammond Pros (1-2-0)              | 14     | Logan Square (0-1-0)             | 9      | Logan Square Park       |
| Semana 7                          |        |                                  |        |                         |
| 7 de novembro de 1920             |        |                                  |        |                         |
| All-Tonawanda Lumberjacks (0-1-0) | 0      | Buffalo All-Americans (6-0-0)    | 35     | Canisius Field          |
| Canton Bulldogs (4-1-1)           | 18     | Cleveland Tigers (1-3-1)         | 0      | Dunn Field              |
| Chicago Cardinals (3-1-1)         | 6      | Chicago Tigers (1-3-1)           | 3      | Cubs Park               |
| Columbus Panhandles (1-5-0)       | 10     | Zanesville Mark Grays (0-1-0)    | 0      | Zanesville, Ohio        |
| Decatur Staleys (5-0-1)           | 0      | Rock Island Independents (5-1-1) | 0      | Douglas Park            |
| Hammond Pros (2-2-0)              | 14     | Pullman Thorns (0-1-0)           | 13     | Chicago, Illinois       |
| Utica Knights of Columbus (0-1-1) | 7      | Rochester Jeffersons (4-1-1)     | 27     | Rochester Baseball Park |
| Semana 8                          |        |                                  |        |                         |
| 11 de novembro 1920               |        |                                  |        |                         |
| Decatur Staleys (6-0-1)           | 20     | Champaign Legion (0-1-0)         | 0      | Champaign, Illinois     |
| Rock Island Independents (5-1-2)  | 7      | Thorn Tornadoes (0-0-1)          | 7      | Monmouth, Illinois      |
| 14 de novembro de 1920            |        |                                  |        |                         |
| Akron Pros (5-0-1)                | 7      | Cleveland Tigers (1-3-2)         | 7      | Dunn Field              |
| Columbus Panhandles (1-6-0)       | 7      | Buffalo All-Americans (7-0-0)    | 43     | Canisius Field          |
| Chicago Tigers (1-4-1)            | 0      | Canton Bulldogs (5-1-1)          | 21     | Lakeside Park           |
| Cincinnati Celts (0-3-0)          | 0      | Chicago Cardinals (4-1-1)        | 21     | Chicago, Illinois       |
| Dayton Triangles (4-0-2)          | 21     | Rock Island Independents (5-2-2) | 0      | Douglas Park            |
| Decatur Staleys (7-0-1)           | 3      | Minneapolis Marines (0-1-0)      | 0      | Nicollet Park           |
| Detroit Heralds (2-2-1)           | 0      | Fort Wayne Friars (1-0-1)        | 0      | Fort Wayne League Park  |
| Hammond Pros (2-3-0)              | 6      | Gary Elks (1-0-0)                | 7      | Gleason Field           |
| All-Tonawanda Lumberjacks (1-1-0) | 6      | Rochester Jeffersons (4-2-1)     | 0      | Rochester Baseball Park |
| Semana 9                          |        |                                  |        |                         |
| 21 de novembro de 1920            |        |                                  |        |                         |
| Dayton Triangles (4-1-2)          | 0      | Akron Pros (6-0-1)               | 13     | Akron League Park       |
| Canton Bulldogs (6-1-1)           | 3      | Buffalo All-Americans (7-1-0)    | 0      | Canisius Field          |
| Lansing Oldsmobile (0-1-0)        | 0      | Chicago Cardinals (5-1-1)        | 14     | Chicago, Illinois       |
| Toledo Maroons (0-3-0)            | 0      | Cleveland Tigers (2-3-2)         | 14     | Dunn Field              |
| Columbus Panhandles (1-6-1)       | 0      | Zanesville Mark Grays (0-1-1)    | 0      | Zanesville, Ohio        |
| Hammond Pros (2-4-0)              | 7      | Decatur Staleys (8-0-1)          | 28     | Staley Field            |
| Rochester Scalpers (0-1-0)        | 0      | Rochester Jeffersons (5-2-1)     | 16     | Rochester Baseball Park |
| Semana 10                         |        |                                  |        |                         |
| 25 de novembro de 1920            |        |                                  |        |                         |
| Canton Bulldogs (6-2-1)           | 0      | Akron Pros (7-0-1)               | 7      | Akron League Park       |
| Decatur Staleys (9-0-1)           | 6      | Chicago Tigers (1-5-1)           | 0      | Chicago Cub Park        |
| Columbus Panhandles (1-6-2)       | 0      | Elyria Athletics (0-0-1)         | 0      | Lorain, Ohio            |
| Detroit Heralds (2-3-1)           | 0      | Dayton Triangles (5-1-2)         | 28     | Triangle Park           |
| Hammond Pros (2-5-0)              | 0      | Chicago Boosters (1-0-0)         | 27     | DePaul Field            |
| All-Tonawanda Lumberjacks (2-1-0) | 14     | Rochester Jeffersons (5-3-1)     | 3      | Rochester Baseball Park |
| 28 de novembro de 1920            |        |                                  |        |                         |
| Akron Pros (8-0-1)                | 14     | Dayton Triangles (5-2-2)         | 0      | Triangle Park           |
| Cleveland Tigers (2-4-2)          | 0      | Buffalo All-Americans (8-1-0)    | 7      | Buffalo Baseball Park   |
| Decatur Staleys (9-1-1)           | 6      | Chicago Cardinals (6-1-1)        | 7      | Normal Park             |
| Thorn Tornadoes (0-1-1)           | 0      | Chicago Tigers (2-5-1)           | 27     | Cubs Park               |
| Lansing Oldsmobile (0-1-1)        | 0      | Detroit Heralds (2-3-2)          | 0      | Mack Park               |
| Rochester Scalpers (0-2-0)        | 6      | Rochester Jeffersons (6-3-1)     | 7      | Rochester Baseball Park |
| Wash. & Jeff. All-Stars (0-1-0)   | 7      | Rock Island Independents (6-2-2) | 48     | Douglas Park            |
| Semana 11                         |        |                                  |        |                         |
| 4 de dezembro de 1920             |        |                                  |        |                         |
| Canton Bulldogs (6-3-1)           | 3      | Buffalo All-Americans (9-1-0)    | 7      | New York Polo Grounds   |
| 5 de dezembro de 1920             |        |                                  |        |                         |
| Akron Pros (8-0-2)                | 0      | Buffalo All-Americans (9-1-1)    | 0      | Buffalo Baseball Park   |
| Canton Bulldogs (6-3-2)           | 0      | Washington Glee Club             | 0      | New Haven, Connecticut  |
| Chicago Cardinals (6-2-1)         | 0      | Decatur Staleys (10-1-1)         | 10     | Cubs Park               |
| Columbus Wagner Pirates (0-1)     | 0      | Columbus Panhandles (2-6-2)      | 24     | Neil Park               |
| Detroit Maroons (0-0-1)           | 7      | Detroit Heralds (2-3-3)          | 7      | Mack Park               |
| Rochester Scalpers (0-2-1)        | 0      | Rochester Jeffersons (6-3-2)     | 0      | Exposition Park         |
| Semana 12                         |        |                                  |        |                         |
| 11 de dezembro de 1920            |        |                                  |        |                         |
| Canton Bulldogs (6-4-2)           | 7      | Union AA of Phoenixville (1-0-0) | 13     | Phillies Park           |
| 12 de dezembro de 1920            |        |                                  |        |                         |
| Akron Pros (8-0-3)                | 0      | Decatur Staleys (10-1-2)         | 0      | Cubs Park               |
| Semana 13                         |        |                                  |        |                         |
| 18 de dezembro de 1920            |        |                                  |        |                         |
| Canton Bulldogs (7-4-2)           | 39     | Richmond Athletics (0-1-0)       | 0      | Boulevard Field         |
| 19 de dezembro de 1920            |        |                                  |        |                         |
| Chicago Cardinals (6-2-2)         | 14     | Chicago Stayms (0-0-1)           | 14     | Pyott Field             |

## Resultados Finais
W = Vitórias, L = Derrotas, T = Empates, PCT = Percentagem de vitórias, PF = Pontos a favor, PA = Pontos contra
Nota: Jogos empatados não são considerados nos resultados até a temporada de 1972.
| Equipe                   | W  | L | T | PCT   | PF  | PA  |
| ------------------------ | -- | - | - | ----- | --- | --- |
| Akron Pros               | 8  | 0 | 3 | 1.000 | 151 | 7   |
| Decatur Staleys          | 10 | 1 | 2 | .909  | 164 | 21  |
| Buffalo All-Americans    | 9  | 1 | 1 | .900  | 258 | 32  |
| Chicago Cardinals        | 6  | 2 | 2 | .750  | 115 | 43  |
| Rock Island Independents | 6  | 2 | 2 | .750  | 201 | 49  |
| Dayton Triangles         | 5  | 2 | 2 | .714  | 150 | 54  |
| Rochester Jeffersons     | 6  | 3 | 2 | .667  | 156 | 57  |
| Canton Bulldogs          | 7  | 4 | 2 | .636  | 208 | 57  |
| Detroit Heralds          | 2  | 3 | 3 | .400  | 53  | 82  |
| Cleveland Tigers         | 2  | 4 | 2 | .333  | 28  | 46  |
| Chicago Tigers           | 2  | 5 | 1 | .286  | 49  | 63  |
| Hammond Pros             | 2  | 5 | 0 | .286  | 41  | 154 |
| Columbus Panhandles      | 2  | 6 | 2 | .250  | 41  | 121 |
| Muncie Flyers            | 0  | 1 | 0 | .000  | 0   | 45  |